# 서버 메시지 블록
서버 메시지 블록(Server Message Block, SMB)은 도스나 윈도우에서 파일이나 디렉터리 및 주변 장치들을 공유하는데 사용되는 메시지 형식이다. NetBIOS는 SMB 형식에 기반을 두고 있으며, 많은 네트워크 제품들도 SMB를 사용한다. 이러한 SMB 기반의 네트워크에는 랜매니저, 윈도우 포 워크그룹(Windows for Workgroups), 윈도우 NT, 그리고 랜 서버(Lan Server) 등이 있다. 서로 다른 운영 체제 사이에 파일을 공유할 수 있도록 하기 위해 SMB를 사용하는 제품들도 많이 있다. 그 중 하나가 삼바인데, 유닉스와 윈도우 컴퓨터들간에 디렉터리와 파일을 공유할 수 있게 해 준다.
SMB는 대부분 마이크로소프트 윈도우를 실행하고 있는 컴퓨터에서 이용된다. 마이크로소프트 환경에서 사용자들은 대개 이를 단순히 "마이크로소프트 윈도우 네트워크"로 알고 있다.
서버 메시지 블록(SMB)에 대해 논할 때에는 다음을 구별해야 한다:
- SMB 프로토콜
- 프로토콜 위에서 동작하는 SMB 서비스
- 넷바이오스(NetBIOS)
- SMB를 권한을 수여 받은 프로세스 간 통신 채널로 사용하는 DCE/RPC 서비스 (지명 파이프 위에서)
- 주로 데이터그램 서비스로 직접 넷바이오스 전송 계층 위에서 동작하는 네트워크 환경 프로토콜

## 기능
SMB는 세션 네트워크 계층의 최상위에서 여러 방법으로 수행할 수 있다:
- 직접 TCP, 포트 445를 경유하여[1]
- 여러 전송에서 실행할 수 있는 넷바이오스 API를 통해[2]
  - UDP 포트 137, 138 및 TCP 포트 137, 139 (NetBIOS over TCP/IP)
  - NBF, IPX/SPX와 같은 여러 레거시 프로토콜을 통해

## 역사

### SMB / CIFS / SMB1
Barry Feigenbaum은 도스 인터럽트 33 (21h) 로컬 파일 접근을 네트워크 파일 시스템으로 전환하기 위해 IBM에서 SMB를 설계하였다. 마이크로소프트는 가장 흔히 사용되는 버전에 상당한 수정을 하였다. 마이크로소프트는 1990년 경 3Com과 함께 OS/2용으로 개발을 시작한 SMB를 랜 매니저 제품에 병합하였으며 윈도우 포 워크그룹(1992년 경) 및 차기 운영 체제에서 이 프로토콜에 기능 추가를 계속하였다.

### SMB 2.0
마이크로소프트는 2006년에 윈도우 비스타에서 새로운 버전의 프로토콜(SMB 2.0, SMB2)를 선보였다.

### SMB 2.1
윈도우 7과 윈도우 서버 2008 R2에 도입된 SMB 2.1은 새로운 잠금 매커니즘과 더불어 사소한 성능 개선을 추가하였다.

### SMB 3.0
SMB 3.0(과거 명칭: SMB 2.2)은 윈도우 8, 윈도우 서버 2012와 함께 도입되었다.

### SMB 3.0.2
SMB 3.0.2(당시 3.02로 알려짐)는 윈도우 8.1과 윈도우 서버 2012 R2 이후에 도입되었다.

### SMB 3.1.1
SMB 3.1.1은 윈도우 10과 윈도우 서버 2016과 함께 도입되었다.

## 구현

### 클라이언트-서버 접근
SMB는 클라이언트-서버 접근을 통해 동작하며, 클라이언트는 특정한 요청을 하면 서버는 이에 따라 응답하는 방식이다.

### NQ
NQ는 1998년에 지멘스 데이터 커뮤니케이션스의 전 CEO Sam Widerman이 설립한 이스라엘 기업 Visuality Systems가 개발한 포터블 SMB 클라이언트 및 서버 구현체이다.

### MoSMB
MoSMB는 리눅스 및 기타 유닉스 계열 운영 체제를 위한 사유 SMB 구현체로서, Ryussi Technologies가 개발하였다. SMB 2.x, SMB 3.x만 지원한다.

### Tuxera SMB
Tuxera SMB는 Tuxera가 개발한 사유 SMB 서버 구현체로, 커널이나 사용자 공간에서 실행할 수 있다. SMB 3.0 및 이전 버전들을 지원한다.

## 보안
수년에 걸쳐, 이 프로토콜이나 이 프로토콜에 기반을 둔 구성 요소에 대한 마이크로소프트의 구현체들에 수많은 보안 취약점들이 있었다. 다른 업체들의 보안 취약점들은 NTLMv1, LanMan, 플레인텍스트 암호와 같은 프로토콜을 선호하면서 NTLMv2와 커베로스와 같은 더 새로운 인증 프로토콜의 지원 부족으로 인해 발생되었다. 실시간 공격을 추적한 바에 따르면 SMB는 침투 시도를 위한 주된 공격 벡터들 가운데 하나인데, 2014년의 소니 픽처스 엔터테인먼트 해킹 사건이라든지 2017년의 워너크라이 랜섬웨어 공격을 예로 들 수 있다.

## 같이 보기
- 애플토크
- 네트워크 파일 시스템
- 삼바